# Tangicoccus elongatus
Tangicoccus elongatus är en insektsart som först beskrevs av Tang 1977.  Tangicoccus elongatus ingår i släktet Tangicoccus och familjen ullsköldlöss. Inga underarter finns listade i Catalogue of Life.